# Crank It Up (canción de David Guetta)
«Crank It Up» es una canción del disc jockey y productor francés David Guetta, con la colaboración del cantante estadounidense de R&B Akon, perteneciente al quinto álbum de estudio de Guetta, Nothing But the Beat. La canción fue escrita por Aliaune Thiam, Guetta, Giorgio Tuinfort, Riesterer y Ecomo. La producción estuvo a cargo de Guetta, Tuinfort, Rister y Ecomo.

## Formatos y remezclas
| Álbum Version |                                |          |  |
| N.º           | Título                         | Duración |  |
| 1.            | «Crank It Up» (featuring Akon) | 3:12     |  |

## Créditos
Créditos adaptados a partir de las notas de Nothing but the Beat.
- David Guetta – compositor, productor, mezcla
- Aliaune Thiam – compositor, vocales, productor
- Giorgio Tuinfort – compositor, productor
- Frédéric Riesterer - compositor, productor
- Silvio Ecomo - compositor, productor